# Улитка, Виталий Павлович
Вита́лий Па́влович Ули́тка (род. 17 мая 1974, Тирасполь, Молдавская ССР, СССР) — государственный деятель Приднестровской Молдавской Республики. Начальник Государственной службы цен и антимонопольной деятельности Приднестровской Молдавской Республики с 24 января 2012 по 20 февраля 2013. Председатель Комитета цен и антимонопольной деятельности Приднестровской Молдавской Республики с 20 февраля 2013 по 17 декабря 2016.

## Биография
Родился 17 мая 1974 в городе Тирасполь Молдавской ССР (ныне столица непризнанной Приднестровской Молдавской Республики).

### Образование
Окончил среднюю школу № 19 в Тирасполе.
В 1992 окончил СПТУ-36 по специальности «слесарь по контрольно-измерительным приборам и автоматике».
В 2000 окончил Московский институт предпринимательства и права (Тираспольский филиал) по специальности «менеджмент».

### Трудовая деятельность
С 1994 по 1995 — электромонтёр на Тираспольском деревообрабатывающем комбинате.
С 1995 по 2001 — инспектор-доставщик, заместитель начальника Отдела доставки пенсий и пособий Тираспольского Управлении социального обеспечения.
С 2001 по 2008 — главный специалист, заместитель начальника отдела Комитета по вопросам экономической политики, бюджету и финансам Верховного совета Приднестровской Молдавской Республики.
С 2008 по 2010 — начальник отдела по вопросам приватизации и ценообразования Управления Комитета Верховного совета по экономической политике, бюджету и финансам.
С 2010 по 24 января 2010 — начальник Государственной службы по тарифам и антимонопольной деятельности — заместитель министра экономики Приднестровской Молдавской Республики.
С 24 января 2012 по 20 февраля 2013 — начальник Государственной службы цен и антимонопольной деятельности Приднестровской Молдавской Республики.
С 20 февраля 2013 по 17 декабря 2016 — председатель Комитета цен и антимонопольной деятельности Приднестровской Молдавской Республики.
С 24 июля 2013 по 23 декабря 2015 — Заместитель Председателя Правительства Приднестровской Молдавской Республики — председатель Комитета цен и антимонопольной деятельности Приднестровской Молдавской Республики.

## Семья
Женат, воспитывает дочку.

## Награды
- Медаль «За безупречную службу» III степени
- Медаль «20 лет Приднестровской Молдавской Республике»
- Грамота Верховного совета Приднестровской Молдавской Республики
- Грамота Президента Приднестровской Молдавской Республики[9]
- Юбилейный нагрудный знак «20 лет финансовой системе Приднестровской Молдавской Республики»